# 가시발새우
가시발새우는 가시발새우과의 절지동물이다. 몸길이는 12cm이다. 이마뿔은 매우 뾰쪽하며, 뒤로 점점 넓어지고 등은 세로 홈을 이룬다. 